# Gloria Valerín Rodríguez
Gloria Valerín Rodríguez là luật sư người Costa Rica, cựu nghị sĩ, ứng cử viên phó tổng thống và giám đốc dịch vụ kỹ thuật Hội đồng lập pháp Costa Rica. Valerín là nhà hoạt động nữ quyền và nhân quyền.

## Đầu đời
Valerín sinh ngày 9 tháng 4 năm 1955 tại Sardinal de Carrillo. Năm 1957, gia đình cô chuyển đến quận Hatillo, San José. Khi 12 tuổi, Valerín là người theo chủ nghĩa vô thần. Khi còn trẻ, cô theo ông nội mình là Luis Valerín tham gia Đảng Nhân dân Vanguard, một đảng cộng sản tại Costa Rica. Do đó cô bị bắt bớ và ở tù nhiều lần. Cô tốt nghiệp Liceo de San José (trường trung học San José) và Đại học Costa Rica.

## Sự nghiệp chính trị
Mặc dù là người vô thần, cô là thành viên của Đảng đoàn kết Kitô giáo xã hội (Partido de unidad socialcristiana, PUSC), một trong hai đảng chính trị nắm quyền tại Costa Rica. Từ năm 1998 đến 2001, Valerín là Bộ trưởng Bộ Phụ nữ. Cô là nghị sĩ của đảng từ năm 2000 đến 2004. Cô ủng hộ những người nghi ngờ là cha mẹ có thể thì nên xét nghiệm di truyền. Khi thôi giữ chức nghị sĩ, Valerín làm trong vị trí quan trọng của Hội đồng Lập pháp. Năm 2007, Valerín xin rút khỏi đảng PUSC vì cô phản đối Hiệp định thương mại tự do Trung Mỹ. Năm 2006, cô gia nhập Unión Patriótica (Liên minh yêu nước), một phần của Đảng Công dân Hành động (Partido acción cikishana, PAC), thành lập bởi Humberto Arce. Cô là một trong những ứng cử viên Phó tổng thống, khi Humberto Arce tranh cử Tổng thống năm 2006. Năm 2008, Valerín gia nhập PAC, hỗ trợ ứng cử viên chức Tổng thống Ottón Solís.
Valerín không thành công khi tranh cử chức thị trưởng thành phố San José năm 2010. Đối thủ của cô là chính trị gia Johnny Araya Monge 

## Cuộc sống cá nhân
Valerín kết hôn với Óscar Madrigal Jiménez. Họ có bốn người con, sống ở quận Hatillo.